# 衝鋒車 (2015年電影)
《衝鋒車》（英語：Two Thumbs Up）是一部於2015年上映的香港電影-IIB 級(片中有少量粗口)，由劉浩良導演，易天雄任動作指導，吳鎮宇、任達華、古巨基、譚耀文及鄭浩南主演。《衝鋒車》於2015年4月2日在香港上映；為入圍第3屆倫敦國際華語電影節競賽項目及第14屆紐約亞洲電影節參展項目。

## 劇情簡介
捱過16年鐵窗生涯、義氣冠絕黑道的阿發（吳鎮宇飾）出獄後，第一時間實行他那苦思多年的驚天妙計：召集昔日好兄弟，如熟悉一切機械的保齡球場維修員喪寶（任達華飾），潦倒後巷造型師杜公子（譚耀文飾）以及昔日辣手車神、現任小巴司機林東（鄭浩南飾），合力將一架16座小巴改裝成衝鋒車，用最「和平」的方式，打劫一輛走私黑錢的運屍車！ 計劃看似天衣無縫，但仍逃不過警長徐安良（古巨基飾）的法眼。憑著過人的觀察力和直覺，他洞悉了發哥等人的大計；雖然未有警方的正式任命，他仍私下追捕這幫「扮差佬」的械劫集團……偏偏這個時候殺出另一班心狠手辣的悍匪（姜皓文、思漩飾），目標同樣是運屍車！當真悍匪對陣假警員、真賊車對陣假警車，教發哥一眾兄弟如何收科？再加上途經的無辜一家三口、一架雪糕車、一個瘋瘋癲癲的阿婆、以及專門養殖曱甴的怪人，在那夜凌晨，展開連場瘋狂追逐戰！

## 演員
| 演員   | 角色         | 簡介 |
| 吳鎮宇 | 盧西發       | 原為囚犯，後為劫匪(囚犯編號:39633) 表面利欲熏心，不理兄弟死活；實際重情義及富正義感。 打算將一輛16座小巴改裝成衝鋒車，截劫利用屍體藏放黑錢由內地運往香港的走私集團。 過程中與林東和周大寶意見分歧，但最終一起營救“杜公子” |
| 任達華 | 周大寶       | 正邪保齡球場維修員 雖是劫匪，但極有江湖道義及重視兄弟 |
| 譚耀文 | 杜公子       | 造型師 專替妓女設計造型，亦因此被女朋友拋棄 在改裝過程中，負責裁製警衣 因未及時與同伴會合而遺留在運屍車內最終被挾持。 |
| 鄭浩南 | 林東         | 小巴司機 毫無主見 昔日車神，但後來淪落當小巴司機 |
| 古巨基 | 徐安良       | 警長(編號:39633) 於反黑組行動「忘不了」擔任卧底，但因自己認為卧底身份模糊，自願恢復警察身份。 在雙星車場尋找警帽時，發現眾多衝鋒車也被偷去零件，推測出劫匪打算重裝衝鋒車，並分析出四個劫匪的類型。                        |
| 姜皓文 | 悍匪首領     | 同樣計劃扮警察搶劫，痴情悍匪，為救女友對盧西發一眾展開追擊 |
| 思漩   | 悍匪女友     | 提供通往內地的走私通道給盧西發 |
| 高捷   | 監獄官員     | 盧西發所囚禁的監獄的官員 |
| 邵音音 | 野豬婆婆     | |
| 張豫玥 | 小女孩       | 失蹤女孩，被人口販子綁架的小女孩，因為悍匪殺害了人販子才得以從人口販子手中逃脫，被周大寶救下 |
| 羅永昌 | 保齡球場老闆 | |
| 黃子華 | 張寶強       | |
| 莊潔夢 | 雪糕妺       | 被兩名強姦男意圖強姦，幸得盧西發一眾及時阻止，並對林東留下好印象。 |
| 梁天尺 | 強姦男       | 打算強姦雪糕妺時，被盧西發一眾阻止，並被他們縛在欄杆上。 |
| 陳郁憲 | 強姦男       | 打算強姦雪糕妺時，被盧西發一眾阻止，並被他們縛在欄杆上。 |

## 票房
中国大陆首周三天取得1000万人民币列第十位。

## 獎項
| 年份 | 頒獎典禮                | 獎項       | 獲提名 | 結果 |
| ---- | ----------------------- | ---------- | ------ | ---- |
| 2015 | 第3屆倫敦國際華語電影節 | 最佳男配角 | 古巨基 | -    |
| 2015 | 第3屆倫敦國際華語電影節 | 最佳新導演 | 劉浩良 | -    |
| 2016 | 第35屆香港電影金像獎    | 新晉導演   | 劉浩良 | 提名 |
| 2016 | 第35屆香港電影金像獎    | 最佳編劇   | 劉浩良 | 提名 |

## 爭議
此劇片尾雖列出了「黃子華」的名字，但黃子華在劇中並沒有一句對白，更沒有出現過。片中交代香港有大規模曱甴出現，遺禍香港，黃子華飾演的張寶強正是飼養該群曱甴。網民質疑是否因為曱甴令人聯想起「蝗蟲」，並是會在內地上映及當地投資者注資，需照顧內地市場而被刪除了他戲份。此劇導演劉浩良表示知道很多人關心那「消失的片段」，是因為「某些理由」它無奈地不能跟電影一起面世。仍在為這段「消失的片段」能重見天日而努力且稱《衝鋒車》必須補上這場戲才完整。

## 相關參見
- 衝鋒車 (1981年電影)